# エンディ
エンディ（앤디、本名：イ・ソノ（이 선호、李 先鎬）、1981年1月21日 - ）は、韓国の歌手、実業家。神話のメンバーである。芸能プロダクション・TOPメディアの設立者。血液型O型。

## 来歴・人物
1男1女の末っ子として生まれた後、アメリカに移民した。アメリカ移民の彼のダンスサークルのメンバーだったH.O.Tのトニー・アンと親交がある。
韓国に帰国した後、SMエンタテインメントの練習生生活を始める。イ・スマンはエンディをH.O.Tのメンバーとしてデビューさせようとしたが、エンディの両親の反対のためH.O.Tとしてのデビューは失敗に終わり最終的にアメリカに戻った。アメリカで再び学業を開始してから、1997年にHOTがLAで公演をした際に来場し、エンディがコンサート会場の近くで食事をしていたところ、イ・スマンがエンディを発見し、再びSMの練習生になる。
1998年に神話でラップを担当するメンバーとしてデビューした。
2005年、前SMエンタテインメントのマネージャー・イ・ジェホンと共に芸能プロダクション「TOPメディア」を設立した。

## 作品

### アルバム
- Andy The First New Dream (2008年)
- Single Man (2009年)

### その他のアルバム
- Andy The First Propose（2008年、リパッケージ）

### シングル
- 無茶な想像（2007年、デジタルシングル）
- 愛と送信するのに（2008年、デジタルシングル）
- 愛する人（君を学んだと言う...）（2010年）

## 出演

### ドラマ
- MBC青春シットコム「ノンストップ4」 (2003年〜2004年)
- SBS週末特別企画ドラマ「プラハの恋人」 (2005年)
- SBS連続ドラマ「二人の妻」 (2009年)

### テレビ番組
- SBS「日曜日が良い」(2004年)
- SBSカン・ホドンのラブレタ (2005年)
- tvN「アンディのフレンチキス (2008年)
- MBC「私たち結婚しました」(2009年)
- SBS MTV「ティンタプ浮かぶベクポ」(2010年)
- JTBC「神話放送」(2012年)
- Eチャンネル「あなたに私を送る」(2017年)
- tvN、OLIVE "ソウルメイト" (2018年)

MC
- SBS「ビューティフルサンデー」(2003年)
- SBS「SBS人気歌謡」(2005年 - 2007年)
- MBC「黄金漁場」(2006年 - 2007年)

### ミュージカル
- ミュージックインマイハート - シーズン3 (2007年)
- ポラロイド (2008年)
- シングルス (2008年 - 2009年)